# Hypagyrtis globulariae
Hypagyrtis globulariae es una especie de polilla de la familia Geometridae. La especie fue descrita por primera vez por Félix Édouard Guérin-Méneville en 1844. La polilla ha sido descrita solamente en América del Norte.

## Descripción
Es una polilla amarillo canela moteado de ferruginoso, con cuatro bandas transversales ferruginosas en la primera ala y una sola banda del mismo color en la segunda. El borde externo de las cuatro alas cuenta con manchas marrones. Su envergadura es de 27 milímetros (1,1 plg).